# 麟坪大君
麟坪大君（：／，1622年—1658年），名李㴭（：／），字用涵，號松溪，朝鮮王朝第16代君主仁祖與仁烈王后韓氏的第三子；他同時也是朝鮮最後一位生前受封的大君。

## 生平
朝鮮光海君十四年十二月十日生，仁祖六年（1628年）封大君，後出繼叔父綾昌大君李佺為嗣，仁祖十二年（1634年）與吳氏成婚。
丙子胡亂後，世子與鳳林大君李淏被扣留在瀋陽，李㴭雖然留在朝鮮，也曾多次出使清廷，或是與兄長們輪流為質。孝宗九年五月十三日逝世，諡忠敬，高宗二年（1865年）配享孝宗廟庭。 
文學作品被收錄在《松溪集》，例如〈燕途紀行〉。

## 家族
- 父：仁祖李倧
- 母：仁烈王后韓氏
- 養父：绫昌大君李佺
  - 妻：福川府夫人同福吳氏（1622年－1658年），吳端（1592年－1640年）之女。
    - 子：福寧君李栯，高宗李㷩八世祖。
    - 子：福昌君李楨，肅宗六年（1680年）賜死。[2]
    - 子：福善君李柟，肅宗六年（1680年）處以絞刑。[3]
    - 子：福平君李㮒，出繼叔父龍城大君李滾為嗣。
    - 女：名「金溫」，適趙祺壽，贈貞敬夫人。
    - 女：適鄭重萬（本貫海州鄭氏（朝鲜语：해주 정씨），鄭悰八世孫）[4]
    - 另有兩子兩女夭折。

  - 兄：昭顯世子、孝宗李淏
  - 弟：龍城大君李滾

## 附註
1. ↑  . 한국학 디지털 아카이브.   [2020-12-31].
2. ↑  .   [2013-04-13]. （原始内容存档于2019-08-27）.
3. ↑  .   [2013-04-13]. （原始内容存档于2019-09-03）.
4. ↑  .   [2018-11-12]. （原始内容存档于2018-11-11）.